# Coelopencyrtus callidii
Coelopencyrtus callidii är en stekelart som först beskrevs av Carl-Axel Jansson 1957.  Coelopencyrtus callidii ingår i släktet Coelopencyrtus och familjen sköldlussteklar. Arten är reproducerande i Sverige. Inga underarter finns listade i Catalogue of Life.